# Runealfabet
 "Rune" omdirigeres hertil. For andre betydninger af Rune, se Rune (flertydig).
Runealfabeterne er en række af skriftsystemer, der først opstod i 2. århundrede e.Kr., og som hovedsageligt blev brugt i germansk og nordisk kultur. Som skrifttradition var runerne udviklet uafhængigt af den latinske.
"Runerækken" kaldes fuþark efter de seks første runestaver. De ældste eksempler på runer stammer fra slutningen af 100-tallet e.Kr., og de var kommunikationsmiddel i over 1.200 år. Først omkring 1000-tallet begyndte de i Norden at blive erstattet af det latinske alfabet, men runerne overlevede længe efter som alternativt skriftsystem.
Runerne var skabt til indskrifter, og blev brugt i både religiøs og verdslig sammenhæng: fx mindesten over døde, ejersignaturer, graffiti, breve, notater, vers, bønner, trylleformler osv. Verdens ældste runeindskrift, harja, findes på en kam fra 100-tallet, fundet i Vimose på Fyn. Ordet kan være et mandsnavn, eller det kan betyde ”kam". 
Udviklingen inddeles i tre faser, hver med sin udformning.
- Indtil omkring 8. århundrede var den dominerende form den ældre fuþark med 24 tegn. Der skete en tegnøkonomisk udvikling, hvor samme tegn kunne stå for flere fonemer, hvilket ikke gjorde teksterne mere læsevenlige.[6] Herefter var den yngre fuþark med 16 tegn dominerende indtil middelalderen.
- I 10. århundrede blev der tilføjet punkter til at skelne mellem forskellige fonemer.[6] Baggrunden for ændringen mellem den yngre og ældre form er ukendt, men den fandt sted samtidig med synkopen, der også markerer skiftet mellem det fælles urnordiske sprog og de regionale sprog olddansk, oldsvensk og oldnorsk. Fordelene ved den nye form var pladsøkonomi, ulempen var samme tegn for flere lyde.[3]
- I middelalderen skete der en yderligere udvikling, da der opstod to versioner: en primært dansk og en primært svensk/norsk. Middelalderens runer var påvirket af det latinske alfabet.[7]

Det angelsaksiske eller oldengelske runealfabet beholdt de 24 tegn, og føjede flere til.
Nogle runer er skrevet i runekoder - fx jötunvillur-koden, lønrunekoden og cæsarchifferet.

## Rune, stav og bog
Ordet "rune" betød "hemmelighed"  (som i Wulfilas gotiske bibeloversættelse; jfr. tysk raunen "hviske"). Dette navn skal ses i forbindelse med runernes magiske funktion. Desuden er skrift omgærdet af mystik i kulturer, hvor størstedelen af befolkningen er analfabeter, og det derfor er en særlig kunst at tyde skriften. "At læse" hed på norrønt "at råde runer"; heraf engelsk to read (= at læse). 
Ordene "stave" og "bogstav" (også tysk Buchstabe) stammer fra runerne, der ofte havde en fast streg - en stav - en tendens, der var endnu mere udtalt i det yngre runealfabet. Runernes form skyldes sandsynligvis, at de blev ridset på stave, træplader og træpinde (bog betyder egentlig "bøg"), men vore tidlige runeindskrifter er normalt bevaret på metalgenstande, da træ er mere forgængeligt end metal. Først omkring 600 blev det almindeligt at rejse runesten. Bøger med runer skrevet på papyrus og pergament kendes først fra middelalderen. Træstokke og birkebark med indskrifter ligeså; men det betyder ikke, at de ikke blev brugt før.
Den latinske digter Venantius Fortunatus (6. årh. e. Kr.) har skrevet dette lille distikon om runer og latinske bogstaver (Carmina 7.18):
- Barbara fraxineis pingatur rhuna tabellis.
 Quodque papyrus agit virgula plana valet.
- Tegn blot den barbariske rune på asketræstavler.
 Alt hvad papyrussen gør, det formår også den flade gren.[12]

## Oprindelse
Runernes ophavssted er ukendt, men størsteparten af de ældste indskrifter stammer fra det nuværende Danmark. Det beviser nu ikke, at de er opstået her. Sandsynligvis har tegnene oprindeligt haft latinsk forbillede, men de fik deres særlige kantede form, fordi de blev udviklet til at blive indskåret eller -ridset i træ. Det første runealfabet var sandsynligvis særnordisk, da tegnene var tilpasset de urnordiske sproglyde. Det kan være udviklet af én person med godt kendskab til klassiske alfabeter, men spredte sig raskt til forskellige dele af Skandinavien. Først noget senere blev runealfabetet taget i brug i et større germansk område - efter de bevarede indskrifter.
Baggrunden for runernes udvikling er også usikker; men det skete næppe på grundlag af økonomiske og administrative behov. Preben Meulengracht Sørensen har foreslået, at grunden muligvis kan have været et ønske om at markere politisk uafhængighed over for Romerriget ved at have et eget skriftsprog. Samtidig fandtes der ikke et behov for et egentligt skriftsprog i Norden før omkring religionsskiftet.  Der er i al væsentlighed tre teser:
- 1. Den græske tese har ikke så mange tilhængere længere. Den antager som forbillede enten et arkaisk græsk alfabet fra det 6. årh. f. Kr. eller en østgræsk minuskelskrift fra det 2. eller 3. årh. e.Kr. Kontakten skulle være sket i Sortehavsområdet. De nordiske runeindskrifter dukker imidlertid op i 200-tallet; goterne befandt sig ved Sortehavet, da biskop Wulfila i 300-tallet benyttede enkelte runer i sit gotiske alfabet.[16]
- 2. Den latinske tese. Når man betænker den romerske kulturs enorme betydning, da runerne dukker op, er det i udgangspunktet mest sandsynligt, at runerne skal være afledt af det latinske alfabet. Der er da også flere tegn, der mest sandsynligt har et latinsk forbillede (f.eks. ᛓ = F og ᚱ = R). Det er derfor stadig den mest populære tese blandt forskerne.[kilde mangler]. På Østermarie-alfabetstenen står runerne i det latinske alfabets rækkefølge.

- 3. Den etruskisk-norditaliske tese mener, at runerne er afledt af det etruskiske alfabet eller et andet af de alfabeter, der var i brug i Norditalien og i Alperne i århundrederne før Kristi fødsel. Disse alfabeter er som det latinske afledt af det græske, men har særlige tegn og former. Tesen støtter sig først og fremmest på en indskrift på en hjelm fra Negau: Harigastiz fefakit "Harigastiz gjorde (den)". Indskriften fra det 3. eller 2. århundrede e.Kr. benytter et norditalisk alfabet, og verbet er oldlatin, men navnet er germansk. Tydningen af indskriften er dog omstridt.
Det vægtigste argument for den italisk-etruskiske tese er bogstavernes form, der er mere arkaiske end samtidens latinske og græske indskrifter. Bogstavernes skæve streger gør dem mere runeagtige. Der er desuden mange flere bogstaver, der ligner hinanden i runealfabetet og de norditaliske alfabeter, end med enten det latinske eller det græske alfabet. Problemet er, at tesen forudsætter, at runerne blev udformet allerede omkring Kristi fødsel et sted i Alpeegnene, selv om der ikke er spor af skriften i området. De dukker først op i 200-tallet, hvor de ældste indskrifter stammer fra våben og redskaber i danske mosefund.[16]

- 1 + 2 + 3. Træalfabet. Det er muligt at kombinere alle tre teser, da næsten alle bevarede latinske indskrifter er på sten, metal og papyrus, og da alfabeterne på sten og på papyrus er indbyrdes forskellige så kan der sagtens have været et tredje alfabet til at skære en hurtig besked i træ, men dette træalfabet er bare ikke bevaret. Runerne har en vis lighed med etruskiske skrifttegn, der væsentlig er bevaret som indskrifter i sten, bortset fra et beskrevet linnedssvøb lagt om en mumie.[17]

## Vikingetiden og senere
I Norden var jernalderens og vikingetidens kultur mundtlig, men man rådede over et skriftsystem. Det egnede sig ikke til lange tekster. (Hvorfor ikke?) Skriftkultur var ikke ukendt, og den fandtes i flere af nabolandene.
I vikingetiden bliver den latinskkyndige indflydelse mere tydelig, fx står indskrifter pænt på linje som i et dokument. Runerne fik også en dokumenterende funktion, fx ved at beskrive og fastholde begivenheder, handlinger og situationer. Traditionelt var de monumentale runesten demonstrerende og fastholdende, men i sidste halvdel af vikingetiden fik de også en kommunikativ funktion fx i forbindelse med arvesager, hvor en sten rejses med oplysninger om slægtskabsforhold og ejendom. På den store Jellingsten proklamerede Harald Blåtand sine politiske bedrifter: "Den Harald som sig vandt Danmark og al Norge og gjorde danerne kristne." Mundtlige fortællinger var stadigvæk den væsentlige form. Meulegracht-Sørensen har derfor tolket vikingetidens runesten som en begyndende skriftkultur i Norden.
I 1000- og 1100-tallet blev de første lærdomscentre opbygget i Norden, og først her begynder en egentlig latinsk skriftkultur at slå rod. Alligevel vedblev runerne med at være i brug længe efter. Norges ældste bevarede bog er en håndskrevet salmebog, "Kvikne-psalteriet", fra mellem 1150 og 1200 i Trøndelag. På omslaget står der Kvikna kyrkja à mik (= Kvikne kirke ejer mig). Den er skrevet med en blanding af runer og latinske bogstaver, og indbundet i træplader. Den opbevares ved Nasjonalbiblioteket i Oslo.
Runer blev i middelalderen opfattet som et fuldgyldigt og oprindeligt nordisk alfabet, og ikke som en ufuldstændig og degenereret udgave af det latinske. Endnu i 13. århundrede blev runekundskaber regnet som vigtige kompetencer for en mand. Thorkil Damsgaard Olsen mener, baggrunden var, at runerne var en mere funktionel skriftform i dagligdagen: De ridses med kniv, som alle dengang gik med, mod en genstand med modtagelig overflade, f.eks. ben, træ eller bly. De var tilgængelige for alle i modsætning til den latinske skrifttradition, der krævede professionelt udstyr: Pergament, pen og blæk. I det 12. og 13. århundrede blev runerne endda absorberet af det gejstlige og latinkyndige miljø.
I 16. århundrede opstod der i lærde kredse i forbindelse med renæssancens interesse for antikkens kultur en fornyet interesse for runerne. Ole Worms værk Literatura Runica er det første videnskabelige værk om nordiske litteratur i middelalderen og runerne. Det har derfor haft enorm betydning, bl.a. at det indtil slutningen af 19. århundrede var den almindelige opfattelse, at de islandske middelalderlige skrifter oprindeligt var blevet skrevet med runer.

## Religion
Fra vikingetiden ved man, at runer var associeret med hellig viden, og blev opfattet som en guddommelig gave, dvs. at runetekster også kunne have en ikke-kommunikativ betydning. Desuden kunne runer også bruges til at kommunikere med guddommelige magter. Overført betød rune "hemmelighed", og de mange bevarede runerækker (kaldet futhark) tyder på, at de også havde en betydning i sig selv, der måske har været religiøs. Skriftens primære funktion var at fastholde en meddelelse og/eller en forbindelse mellem en person og den genstand, de blev indridset på. Runer med religiøs betydning kunne derfor tilføre noget guddommeligt til den genstand, de var indridset på.
Fra digtet Sigurdrifúmál fremgår det, at ristning af T-runen på våben betød sejr. Grunden var formentlig, at den gjorde krigsguden Týr nærværende. Sådanne indridsede runer er fundet på flere våben. I andre tilfælde giver teksten sprogligt set ingen mening, måske fordi risteren ikke selv kunne skrive. Meulengracht-Sørensen ser det som et tegn på, at skriften i sig selv havde en betydning, der var uafhængig af selve ordenes betydning; dvs. den type meddelelser var efterligning af skrift, med det formål at bruge runernes kraft.
Før-kristne runesten indeholder ofte tekstelementer, som Thorkil Damsgaard Olsen mener, kan have haft en betydning for begravelsesritualer eller forfædrekult. Han regner det til verbal magi, som man tænkte sig blev aktiveret, hver gang en forbipasserende stavede sig igennem teksten.

## Runealfabeter

### Det ældre runealfabet
Det germanske runealfabet havde fireogtyve tegn og blev brugt i hele det germanske område, men de fleste af vore indskrifter er fundet i Skandinavien. Det drejer sig fortrinsvis om amuletter og andre genstande med navne og trylleformularer. De tidligste indskriftfund er fra de store våbenofringer i de danske moser fra det 2. århundrede e. Kr. (Illerup, Nydam, Torsbjerg, Vimose).
De enkelte runer havde navne, typisk ord, der begyndte med den lyd, som runen betegnede; undtaget er ᛉ og ᛜ, da lydene z og ŋ ikke forekom i begyndelsen af et ord. Navnene kendes ikke fra samtidige indskrifter, men først fra middelalderlige håndskrifter. De er her blevet rekonstrueret i deres urgermanske form. Navnene tjente dels til at huske runerne (de blev sat på vers, som man kan se af de senere digte på oldengelsk og oldnorsk nedenfor) og dels til at tage varsler. De blev i den forbindelse delt i tre ætter.
|  | ᚠ | f | *fehu "ejendom/kvæg?" |  | ᚺ | h | *hagla "hagl"  |  | ᛏ | t | *Tīwaz "Tyr"                  |
|  | ᚢ | u | *ūruz "urokse"        |  | ᚾ | n | *naudiz "nød"  |  | ᛒ | b | *berkana / *berkō "birk"      |
|  | ᚦ | þ | *þurisaz "jætte"      |  | ᛁ | i | *īsaz "is"     |  | ᛖ | e | *ehwaz "hest"                 |
|  | ᚨ | a | *ansuz "gud"          |  | ᛃ | j | *jēra "år"     |  | ᛗ | m | *mannaz "mand"                |
|  | ᚱ | r | *raidō "rejse"        |  | ᛇ | ï | *īwaz "taks"   |  | ᛚ | l | *laukaz "løg" / *laguz "vand" |
|  | ᚲ | k | *kauna "hår, svulst"  |  | ᛈ | p | *perþō "busk"? |  | ᛜ | ŋ | *Ingwaz "Frej"                |
|  | ᚷ | g | *gebō "gave"          |  | ᛉ | z | *algiz "elg"   |  | ᛞ | d | *dagaz "dag"                  |
|  | ᚹ | w | *wunjō "lyst, glæde"  |  | ᛊ | s | *sōwulō "sol"  |  | ᛟ | o | *ōþala "slægt"                |

Eksempel (Gallehus guldhorn, ca. 400):
- Runer:
ᛖᚲᚺᛚᛖᚹᚨᚷᚨᛊᛏᛁᛉ : ᚺᛟᛚᛏᛁᛃᚨᛉ : ᚺᛟᚱᚾᚨ : ᛏᚨᚹᛁᛞᛟ
- Translitteration:
Ek Hlewagastiz : Holtijaz : horna : tawido
- Oversættelse:
"Jeg Lægæst, søn af Holt (fra Holt?), gjorde hornet"

### Det angelsaksiske runealfabet
| rune | lyd | Angelsaksisk runedigt | Engelsk oversættelse |
| ---- | --- | --- | --- |
| ᚠ    | f   | Feoh byþ frofur fira gehwylcum; sceal ðeah manna gehwylc miclun hyt dælan gif he wile for drihtne domes hleotan                                            | "Wealth is a comfort to all men; yet must every man bestow it freely, if he wish to gain honour in the sight of the Lord."                                                                               |
| ᚢ    | u   | Ur byþ anmod ond oferhyrned, felafrecne deor, feohteþ mid hornum mære morstapa; þæt is modig wuht.                                                         | "The aurochs is proud and has great horns; it is a very savage beast and fights with its horns; a great ranger of the moors, it is a creature of mettle."                                                |
| ᚦ    | þ   | Ðorn byþ ðearle scearp; ðegna gehwylcum anfeng ys yfyl, ungemetum reþe manna gehwelcum, ðe him mid resteð.                                                 | "The thorn is exceedingly sharp, an evil thing for any knight to touch, uncommonly severe on all who sit among them."                                                                                    |
| ᚩ    | o   | Os byþ ordfruma ælere spræce, wisdomes wraþu ond witena frofur and eorla gehwam eadnys ond tohiht.                                                         | "The mouth is the source of all language, a pillar of wisdom and a comfort to wise men, a blessing and a joy to every knight."                                                                           |
| ᚱ    | r   | Rad byþ on recyde rinca gehwylcum sefte ond swiþhwæt, ðamðe sitteþ on ufan meare mægenheardum ofer milpaþas.                                               | "Riding seems easy to every warrior while he is indoors and very courageous to him who traverses the high-roads on the back of a stout horse."                                                           |
| ᚳ    | c   | Cen byþ cwicera gehwam, cuþ on fyre blac ond beorhtlic, byrneþ oftust ðær hi æþelingas inne restaþ.                                                        | "The torch is known to every living man by its pale, bright flame; it always burns where princes sit within."                                                                                            |
| ᚷ    | g   | Gyfu gumena byþ gleng and herenys, wraþu and wyrþscype and wræcna gehwam ar and ætwist, ðe byþ oþra leas.                                                  | "Generosity brings credit and honour, which support one's dignity; it furnishes help and subsistence to all broken men who are devoid of aught else."                                                    |
| ᚹ    | w   | Wenne bruceþ, ðe can weana lyt sares and sorge and him sylfa hæfþ blæd and blysse and eac byrga geniht.                                                    | "Bliss he enjoys who knows not suffering, sorrow nor anxiety, and has prosperity and happiness and a good enough house."                                                                                 |
| ᚻ    | h   | Hægl byþ hwitust corna; hwyrft hit of heofones lyfte, wealcaþ hit windes scura; weorþeþ hit to wætere syððan.                                              | "Hail is the whitest of grain; it is whirled from the vault of heaven and is tossed about by gusts of wind and then it melts into water."                                                                |
| ᚾ    | n   | Nyd byþ nearu on breostan; weorþeþ hi þeah oft niþa bearnum to helpe and to hæle gehwæþre, gif hi his hlystaþ æror.                                        | "Trouble is oppressive to the heart; yet often it proves a source of help and salvation to the children of men, to everyone who heeds it betimes."                                                       |
| ᛁ    | i   | Is byþ ofereald, ungemetum slidor, glisnaþ glæshluttur gimmum gelicust, flor forste geworuht, fæger ansyne.                                                | "Ice is very cold and immeasurably slippery; it glistens as clear as glass and most like to gems; it is a floor wrought by the frost, fair to look upon."                                                |
| ᛄ    | j   | Ger byþ gumena hiht, ðonne God læteþ, halig heofones cyning, hrusan syllan beorhte bleda beornum ond ðearfum.                                              | "Summer is a joy to men, when God, the holy King of Heaven, suffers the earth to bring forth shining fruits for rich and poor alike."                                                                    |
| ᛇ    | eo  | Eoh byþ utan unsmeþe treow, heard hrusan fæst, hyrde fyres, wyrtrumun underwreþyd, wyn on eþle.                                                            | "The yew is a tree with rough bark, hard and fast in the earth, supported by its roots, a guardian of flame and a joy upon an estate."                                                                   |
| ᛈ    | p   | Peorð byþ symble plega and hlehter wlancum [on middum], ðar wigan sittaþ on beorsele bliþe ætsomne.                                                        | "Peorth is a source of recreation and amusement to the great, where warriors sit blithely together in the banqueting-hall."                                                                              |
| ᛉ    | x   | Eolh-secg eard hæfþ oftust on fenne wexeð on wature, wundaþ grimme, blode breneð beorna gehwylcne ðe him ænigne onfeng gedeþ.                              | "The Eolh-sedge is mostly to be found in a marsh; it grows in the water and makes a ghastly wound, covering with blood every warrior who touches it."                                                    |
| ᛋ    | s   | Sigel semannum symble biþ on hihte, ðonne hi hine feriaþ ofer fisces beþ, oþ hi brimhengest bringeþ to lande.                                              | "The sun is ever a joy in the hopes of seafarers when they journey away over the fishes' bath, until the courser of the deep bears them to land."                                                        |
| ᛏ    | t   | Tir biþ tacna sum, healdeð trywa wel wiþ æþelingas; a biþ on færylde ofer nihta genipu, næfre swiceþ.                                                      | "Tiw is a guiding star; well does it keep faith with princes; it is ever on its course over the mists of night and never fails."                                                                         |
| ᛒ    | b   | Beorc byþ bleda leas, bereþ efne swa ðeah tanas butan tudder, biþ on telgum wlitig, heah on helme hrysted fægere, geloden leafum, lyfte getenge.           | "The poplar bears no fruit; yet without seed it brings forth suckers, for it is generated from its leaves. Splendid are its branches and gloriously adorned its lofty crown which reaches to the skies." |
| ᛖ    | e   | Eh byþ for eorlum æþelinga wyn, hors hofum wlanc, ðær him hæleþ ymb[e] welege on wicgum wrixlaþ spræce and biþ unstyllum æfre frofur.                      | "The horse is a joy to princes in the presence of warriors. A steed in the pride of its hoofs, when rich men on horseback bandy words about it; and it is ever a source of comfort to the restless."     |
| ᛗ    | m   | Man byþ on myrgþe his magan leof: sceal þeah anra gehwylc oðrum swican, forðum drihten wyle dome sine þæt earme flæsc eorþan betæcan.                      | "The joyous man is dear to his kinsmen; yet every man is doomed to fail his fellow, since the Lord by his decree will commit the vile carrion to the earth."                                             |
| ᛚ    | l   | Lagu byþ leodum langsum geþuht, gif hi sculun neþan on nacan tealtum and hi sæyþa swyþe bregaþ and se brimhengest bridles ne gym[eð].                      | "The ocean seems interminable to men, if they venture on the rolling bark and the waves of the sea terrify them and the courser of the deep heed not its bridle."                                        |
| ᛝ    | ŋ   | Ing wæs ærest mid East-Denum gesewen secgun, oþ he siððan est ofer wæg gewat; wæn æfter ran; ðus Heardingas ðone hæle nemdun.                              | "Ing was first seen by men among the East-Danes, till, followed by his chariot, he departed eastwards over the waves. So the Heardingas named the hero."                                                 |
| ᛟ    | œ   | Eþel byþ oferleof æghwylcum men, gif he mot ðær rihtes and gerysena on brucan on bolde bleadum oftast.                                                     | "An estate is very dear to every man, if he can enjoy there in his house whatever is right and proper in constant prosperity."                                                                           |
| ᛞ    | d   | Dæg byþ drihtnes sond, deore mannum, mære metodes leoht, myrgþ and tohiht eadgum and earmum, eallum brice.                                                 | "Day, the glorious light of the Creator, is sent by the Lord; it is beloved of men, a source of hope and happiness to rich and poor, and of service to all."                                             |
| ᚪ    | a   | Ac byþ on eorþan elda bearnum flæsces fodor, fereþ gelome ofer ganotes bæþ; garsecg fandaþ hwæþer ac hæbbe æþele treowe.                                   | "The oak fattens the flesh of pigs for the children of men. Often it traverses the gannet's bath, and the ocean proves whether the oak keeps faith in honourable fashion."                               |
| ᚫ    | æ   | Æsc biþ oferheah, eldum dyre stiþ on staþule, stede rihte hylt, ðeah him feohtan on firas monige.                                                          | "The ash is exceedingly high and precious to men. With its sturdy trunk it offers a stubborn resistance, though attacked by many a man."                                                                 |
| ᚣ    | y   | Yr byþ æþelinga and eorla gehwæs wyn and wyrþmynd, byþ on wicge fæger, fæstlic on færelde, fyrdgeatewa sum.                                                | "Yr is a source of joy and honour to every prince and knight; it looks well on a horse and is a reliable equipment for a journey."                                                                       |
| ᛡ    | io  | Iar byþ eafix and ðeah a bruceþ fodres on foldan, hafaþ fægerne eard wætre beworpen, ðær he wynnum leofaþ.                                                 | "Iar is a river fish and yet it always feeds on land; it has a fair abode encompassed by water, where it lives in happiness."                                                                            |
| ᛠ    | ea  | Ear byþ egle eorla gehwylcun, ðonn[e] fæstlice flæsc onginneþ, hraw colian, hrusan ceosan blac to gebeddan; bleda gedreosaþ, wynna gewitaþ, wera geswicaþ. | "The grave is horrible to every knight, when the corpse quickly begins to cool and is laid in the bosom of the dark earth. Prosperity declines, happiness passes away and covenants are broken. %        |
| ᛢ    | -   | (cweorth) | - |
| ᛣ    | -   | (calc) | - |
| ᛤ    | -   | (cealc) | - |
| ᛥ    | -   | (stan) | - |

Eksempel (runeæsken fra Auzon, = Franks Casket, 7. årh.):
- Runer:
ᚻᚱᚩᚾᚫᛋᛒᚪᚾ
ᚠᛁᛋᚳᚠᛚᚩᛞᚢᚪᚻᚩᚠᚩᚾᚠᛖᚱᚷ
ᛖᚾᛒᛖᚱᛁᚷ
ᚹᚪᚱᚦᚷᚪᛋᚱᛁᚳᚷᚱᚩᚱᚾᚦᚫᚱᚻᛖᚩᚾᚷᚱᛖᚢtᚷᛁᛋᚹᚩᛗ
- Translitteration:
Hronæs ban:| Fisc flodu ahof on ferg|enberig | warþ gasric grorn þær he on greut giswom
- Oversættelse:
"Hvalknogle: Fisken kastede floden op på fyrre|bjerget. | Uhyret blev trist, da det svømmede på stranden."

### Det yngre runealfabet
I det 8. århundrede indførtes der i Norden en forenklet form af runealfabetet med kun 16 runer. Alfabetet findes i to varianter: en langstavet og en kortstavet:
| langstavet | langstavet | kortstavet | lyd            | oldnorsk runedigt                                     | dansk oversættelse                                                           |
| ---------- | ---------- | ---------- | -------------- | ----------------------------------------------------- | ---------------------------------------------------------------------------- |
|            | ᚠ          | ᚠ          | f (-v-)        | Fé vældr frænda róge; føðesk ulfr í skóge.            | Fæ (husdyr) forårsager strid mellem frænder; der fødes en ulv i skoven.      |
|            | ᚢ          | ᚢ          | u (o, y, ø, w) | Úr er af illu jarne; opt løypr ræinn á hjarne.        | Ur (støvregn) er af dårligt jern; der løber ofte en ren på isen.             |
|            | ᚦ          | ᚦ          | þ (-ð-)        | Þurs vældr kvinna kvillu; kátr værðr fár af illu.     | Turs (jætte) volder kvinder kvaler; få bliver lykkelige af ulykke.           |
|            | ᚬ          | ᚭ          | ą (a, æ, oͅ)    | Óss er flæstra færða foͅr; en skalpr er sværða.        | Os (munding) er en færd for de fleste; men det er en skede til sværdet.      |
|            | ᚱ          | ᚱ          | r              | Ræið kveða rossom væsta; Reginn sló sværðet bæzta.    | Ridt er det værste for heste; Regin slog sværdet bedst.                      |
|            | ᚴ          | ᚴ          | k (g)          | Kaun er barna boͅlvan; bǫl gørver nán foͅlvan.          | Knude er en ulykke for barnet; døden gør liget blegt.                        |
|            | ᚼ          | ᚽ          | h              | Hagall er kaldastr korna; Kristr skóp hæimenn forna.  | Hagl er det koldeste korn; Krist skabte den verden i urtiden.                |
|            | ᚾ          | ᚿ          | n              | Nauðr gerer næppa koste; nøktan kælr í froste.        | Nød giver næppe valg; den nøgne fryser i frosten.                            |
|            | ᛁ          | ᛁ          | i (e, æ)       | Ís koͅllum brú bræiða; blindan þarf at læiða.          | Is kalder vi den brede bro; den blinde må blive ledt.                        |
|            | ᛅ          | ᛆ          | a (æ, oͅ)       | Ár er gumna góðe; get ek at oͅrr var Fróðe.            | År er godt for mændene; jeg finder, at Frode var gavmild.                    |
|            | ᛋ          | ᛌ          | s              | Sól er landa ljóme; lúti ek helgum dóme.              | Sol er landenes lys Jeg knæler for den hellige dom.                          |
|            | ᛏ          | ᛐ          | t (d)          | Týr er æinendr ása; opt værðr smiðr blása.            | Tyr er den enhåndede as; ofte må smeden blæse.                               |
|            | ᛒ          | ᛓ          | b (p)          | Bjarkan er laufgrønstr líma; Loki bar flærða tíma.    | Birk er det løvgrønneste træ; Loke havde held med sit bedrag.                |
|            | ᛘ          | ᛙ          | m              | Maðr er moldar auki; mikil er græip á hauki.          | Mand er en forøgelse af støvet; stor er kloen på høgen.                      |
|            | ᛚ          | ᛚ          | l              | Loͅgr er, fællr ór fjalle foss; en gull ero nosser.    | Lag (vand) er den fos, der falder fra fjeldet, men guld er smykker.          |
|            | ᛦ          | ᛧ          | R              | Ýr er vetrgrønstr viða; vænt er, er brennr, at sviða. | I (taks) er det vintergrønneste ved; det, der brænder, er vant til at svide. |

Bortfaldet af det gamle runealfabets b, d, g er usædvanligt. En mulig forklaring kan være, at de egentlig stod for de stemte frikativer [β], [ð], [γ]. I olddansk (og oldnorsk og oldsvensk) var de derimod stemte klusiler i forlyd, [b], [d], [g], som man måske mente bedst kunne betegnes med tegnene for de ustemte klusiler [p], [t], [k]. I indlyd var forskellen mellem stemt [β], [ð] og ustemt [f], [þ] desuden blevet ophævet, så heller ikke her var der længere basis for selvstændige tegn. ([γ] fulgte i så fald bare trop).
Det oprindelige a blev sandsynligvis brugt for en nasaliseret [ã] (som i fransk chance), og det transskriberes derfor ą; den nye lydværdi skyldes, at det gamle bogstavnavn *ansuz naturligt var kommet til at lyde ãs "as (gud)" (siden – efter kristendommens indførelse – omfortolket som ōss "munding"). Ved siden af dette var der blevet indført et nyt tegn for det almindelige a, nemlig den gamle j-rune, idet denne runes navn *jāra ved det regelmæssige nordiske j-bortfald var kommet til at lyde ār "år".
Det nye r, der normalt skrives R, er en fortsættelse af den gamle z-rune og bruges netop til at betegne den r-lyd, der var udviklet regelmæssigt af det urgermanske *z. På olddansk blev det sandsynligvis udtalt som en mellemting mellem z og r (muligvis lig det tjekkiske ř). Allerede tidligt forveksler man R og r efter t, og i de sene indskrifter opretholdes skellet mellem de to lyd ikke længere.
Eksempel (den Store Jellingsten, ca. 965):
- Runer:
ᚼᛅᚱᛅᛚᛏᚱ : ᚴᚢᚾᚢᚴᛦ : ᛒᛅᚦ : ᚴᛅᚢᚱᚢᛅ : ᚴᚢᛒᛚ : ᚦᛅᚢᛋᛁ : ᛅᚠᛏ : ᚴᚢᚱᛘᚠᛅᚦᚢᚱᛋᛁᚾ : ᛅᚢᚴᛅᚠᛏ : ᚦᚬᚢᚱᚢᛁ : ᛘᚢᚦᚢᚱ : ᛋᛁᚾᛅ : ᛋᛅ : ᚼᛅᚱᛅᛚᛏᚱ : ᛁᛅᛋ : ᛋᚬᛦ : ᚢᛅᚾ : ᛏᛅᚾᛘᛅᚢᚱᚴᛅᛚᛅ : ᛅᚢᚴᚾᚢᚱᚢᛁᛅᚴ : ᛅᚢᚴᛏᛅᚾᛁ ᚴᛅᚱᚦᛁᚴᚱᛁᛋᛏᚾᚬ
- Translitteration:
haraltr • kunukR • baþ • kaurua • kubl • þausi • aft • kurm faþur sin • auk aft • þąurui • muþur • sina • sa • haraltr • ias • sąR • uan • tanmaurk ala • auk nuruiak • auk tani karþi kristną
- Transskription:
Haraldr konungR bað gørwa kumbl þø̄si æft Gorm, foͅður sinn, ok æft Þōrwī, mōður sīna. Sā Haraldr, es sǣR wann Danmoͅrk alla ok Norweg ok dani gærði kristna
- Oversættelse:
"Kong Harald bad gøre dette mindesmærke efter sin fader Gorm og sin moder Thyra. Den Harald, der vandt sig hele Danmark og Norge og gjorde danerne kristne."

### Middelalderens runer
Runealfabetet var i brug helt op i middelalderen, selv om religionsskiftet førte til, at man foretrak det latinske alfabet i officielle meddelelser. I det 13. århundreder oplevede runerne en mindre renæssance i Danmark, og Skånske lov er således skrevet med runer. En vigtig grund til at runerne bevarede deres popularitet var, at de var lettere at bruge i hverdagen. I middelalderen var skrivematerialer som papir og blæk sjældne, mens træstykker og knive, som runealfabetet var ideelt til, som regel altid var ved hånden. Den latinske skrift var i denne periode var desuden nært knyttet til kirken, mens ingen ’’ejede’’ runerne.
Det middelalderlige runealfabet har udvidet den vanskelige sekstentegnsfuþark, således at der var tegn, der svarede til de latinske tegn, der ellers blev brugt til at skrive de skandinaviske sprog ("stungne runer"):
| Rune | Latin |  | Rune | Latin |  | Rune | Latin |  | Rune | Latin |
| ---- | ----- |  | ---- | ----- |  | ---- | ----- |  | ---- | ----- |
| ᛆ    | a     |  | ᚠ    | f     |  | ᛘ    | m     |  | ᚢ    | u     |
| ᛒ    | b     |  | ᚵ    | g     |  | ᚿ    | n     |  | ᚡ    | v     |
| ᛍ    | c     |  | ᚼ    | h     |  | ᚮ    | o     |  | ᛦ    | y     |
| ᛑ    | d     |  | ᛁ    | i     |  | ᛔ    | p     |  | ᛎ    | z     |
| ᚦ    | þ     |  | ᚴ    | k     |  | ᚱ    | r     |  | ᛅ    | æ     |
| ᚧ    | ð     |  | ᛚ    | l     |  | ᛋ/ᛌ  | s     |  | ᚯ    | ø     |
| ᛂ    | e     |  | ᛘ    | m     |  | ᛐ    | t     |  |      |       |

Eksempel (melodi fra håndskriftet til Skånske Lov, ca. 1300):
- Runer:
ᛑᚱᚯᛘᛑᛅ : ᛘᛁᚴ : ᛅᚿ : ᛑᚱᚯᛘ : ᛁ : ᚿᛆᛐ : ᚢᛘ : ᛋᛁᛚᚴᛁ : ᚮᚴ : ᛅᚱᛚᛁᚴ : ᛔᛅᛚ
- Translitteration:
drømdæ : mik : en : drøm : i : nat : um silki : ok : ærlik : pæl
- Oversættelse:
"Jeg drømte mig en drøm i nat om silke og kostbart stof."

## Runologi
Den moderne runeforskning, runologien, blev påbegyndt under renæssancen af Johannes Bureus (1568–1652). Bureus betragtede runer som hellige eller magiske i kabbalistisk sammenhæng. Olof Rudbeck den ældre (1630–1702) fortsatte arbejdet og udgav skriftet Atlantica. Også Anders Celsius (1701–1744) studerede runerne og rejste rundt i Sverige for at undersøge runesten. Siden filologiens guldalder i 1800-tallet har runologien været forbundet til germansk lingvistik.

## Populærkultur
I J. R. R. Tolkiens bog Hobbitten fra 1937 anvendes angelsaksiske runer på et kort som eksempel på "dværgeruner". Senere udviklede han sit eget runelignende Cirth-alfabet. Som resultat af Tolkiens popularitet optræder runer eller runelignende tegn i utallige populærkulturelle værker, især fantasy-litteratur, computerspil o.lign.